# Sewero-Wostotschnyje Sady
Sewero-Wostotschnye Sady (russisch Северо-Восточные Сады, adygeisch Темыр-Къокӏыпӏэ Чъыгхатэхэр) ist ein Dorf (chutor) in Südrussland. Es gehört zur Republik Adygeja und hat 3584 Einwohner (Stand 2019). Im Ort gibt es 40 Straßen. Sewero-Wostotschnyje Sady liegt 15 km nördlich von Tulski (dem Verwaltungszentrum des Bezirks) auf der Straße. Sewerny ist der nächstgelegene ländliche Ort.